# جی الکترونیکا
اِلپادارو اف. الکترونیکا الله (انگلیسی: Elpadaro F. Electronica Allah؛ زادهٔ ۱۹ سپتامبر ۱۹۷۶) مشهور به جی الکترونیکا موسیقی‌دان و خواننده رپ اهل ایالات متحده آمریکا است. وی از سال ۲۰۰۰ میلادی تاکنون مشغول فعالیت بوده است. آلبوم او یک شهادت مکتوب با ستایش منتقدان موسیقی مواجه شد و به رتبهٔ ۱۲ بیلبورد ۲۰۰ دست یافت. او به عنوان خوانندهٔ مهمان در ترانه «حضرت مسیح» (۲۰۲۱) حضور داشت و نامش با آن ترانه برای نخستین بار در بیلبورد هات ۱۰۰ قرار گرفت.